# Israelândia
Israelândia – miasto w Brazylii, w stanie Goiás. W 2010 roku liczyło 2128 mieszkańców.